# Пожар (Дечани)
Пожар (алб. Pozhar) је насељено место у општини Дечани, на Косову и Метохији. Према попису становништва из 2011. у насељу је живело 424 становника.

## Становништво
Према попису из 2011. године, Пожар има следећи етнички састав становништва:
| Националност | 2011.        |
| Албанци      | 395 (93,16%) |
| Ашкалије     | 29 (6,84%)   |
| Укупно       | 424          |

| Демографија | Демографија | Демографија |
| Година      | Становника  | Становника  |
| ----------- | ----------- | ----------- |
| 1948.       | 249         |             |
| 1953.       | 262         |             |
| 1961.       | 314         |             |
| 1971.       | 393         |             |
| 1981.       | 488         |             |
| 1991.       | 553         |             |
| 2011.       | 424         |             |